# Avia BH-4
O Avia BH-4 foi um protótipo de caça criado em 1922 na Checoslováquia. Foi o desenvolvimento do BH-3, equipado com um motor V8 Hispano-Suiza 8Ba , em uma tentativa de melhorar o desempenho da máquina. Devido a instalação deste novo motor, a parte dianteira da aeronave foi substancialmente modificada e a estrutura, de maneira geral, foi reforçada. A aeronave teve uma melhoria não muito significativa em relação ao BH-3, com o projeto sendo abandonado. A Força Aérea Checoslovaca escolheu seu competidor Letov Š-4 para ser produzido em série.